# 拉帕里利亚
拉帕里利亚，是西班牙卡斯蒂利亚-莱昂巴利亚多利德省的一个市镇。总面积45平方公里，2001年普查人口總數為606人，人口密度為每平方公里13人。